# レヴィ＝チヴィタ体
数学におけるレヴィ＝チヴィタ体（レヴィ-チヴィタたい、英: Levi-Civita field）は、トゥーリオ・レヴィ＝チヴィタに名を因む、非アルキメデス順序体—ある種の無限大量と無限小量を含む数体系—である。レヴィ＝チヴィタ体の各元は有理数全てを亙る変数 q に対する実係数の形式級数 {\displaystyle \sum _{q\in \mathbb {Q} }a_{q}\varepsilon ^{q}\quad (a_{q}\in \mathbb {R} )}
として与えられる。ここに、ℚ は有理数全体の成す集合を表し、ε は正の無限小と解釈されるべきものである。
ただし、係数列 a の台 {q ∈ ℚ  |  aq ≠ 0} は左有限集合—任意の有理数に対し、それより小さい元は有限個しか含まない—でなければならない。この制約条件はこの体における乗法および除法が一意に定義可能であるようにするために必要である。この体における順序関係は、係数列に対する辞書式順序に従って定められ、これは直観的には ε を無限小とするという仮定をおくことと同値である。
実数全体の成す順序体 ℝ は、定数項のみからなる級数—a0 以外の全ての係数が 0 の級数—としてレヴィ＝チヴィタ体に埋め込まれる。

## 無限小を含む元の例
- 7ε はそれ自身無限小で、無限小 ε より大きいが、任意の正実数より小さい。
- ε2 は ε よりも小さい無限小で、任意の実数 r に対する r⋅ε よりも小さい。
- 1 + ε は 1 と無限小だけしか違わない。
- ε1/2 は ε よりも大きいが、やはり任意の正実数より小さい。
- 1/ε は任意の実数より大きい。
- 無限和 1 + ε + 1/2ε2 + ⋯ + 1/n!εn + ⋯ は eε = exp(ε) と解釈される。
- 無限和 1 + ε + 2⋅ε2 + ⋯ + n!⋅εn + ⋯ はレヴィ＝チヴィタ体の元として意味を為す。これは各元が形式級数—つまり、収束性は問題にしない—として構成されていることによるものである。

## 拡張と応用
レヴィ＝チヴィタ体に虚数単位 i を添加して、あるいは係数を複素数に取り換えて、代数閉体にすることができる。得られた体は十分な解析学を行うのに十分な豊かな体系となるが、それでも実数を浮動小数点数として表せるというのと同じ意味において各元を計算機に乗せることができる。この体は、記号的微分法や有限差分法による微分が困難であるような場合の微分操作に威力を発揮する自動微分の基本となる。
実係数および値群 ℚ を持つハーン級数 は台 {q ∈ ℚ  |  aq ≠ 0} が左有限であるという条件を整列集合である—つまり、無限減少列は存在しない—という条件に緩めたもので、その全体はレヴィ＝チヴィタ体よりも大きな体を成す。この体では例えば、1 + ε1/2 + ε2/3 + ε3/4 + ε4/5 + ⋯ のような元が意味を持つが、これはレヴィ＝チヴィタ体の元ではない。